# Bremm
Bremm ist eine Ortsgemeinde im Landkreis Cochem-Zell in Rheinland-Pfalz. Sie gehört der Verbandsgemeinde Cochem an.

## Geographie
Bremm liegt an einer Moselschleife zwischen Trier und Koblenz.
Der Ort ist umgeben von den Rebhängen des Calmont, der mit 378 Metern Höhe und ca. 65 Grad Neigung eine der steilsten Weinbergslagen Europas ist. Dieser erstreckt sich entlang der Mosel von Ediger-Eller bis Bremm und ist ein Teil des Weinbaugebietes Mosel. Die etwa 100 Hektar große Weinbaufläche der Gemarkung Bremm verteilt sich die Einzellagen Calmont, Abtei Kloster Stuben, Frauenberg, Schlemmertröpfchen und Laurentiusberg.
Die Lage Bremms war namensgebend für das ab Ende der 1960er-Jahre in unmittelbarer Nähe geplante Pumpspeicherwerk Bremm.

## Geschichte
Der Ort war schon in keltischer und römischer Zeit besiedelt. Die älteste urkundliche Erwähnung des Ortes ist aus dem Jahr 1051, als Richeza, Enkelin des Kaisers Otto II., dem Kloster Brauweiler Güter in Brembe schenkte. 1097 wurde erstmals eine Kirche in Bremm erwähnt. Die heutige Kirche in Bremm entstand gegen Ende des 15. Jahrhunderts und wurde 1895 umgebaut und vergrößert. Sie ist wie vorherige Kirchen der Gemeinde dem Heiligen Laurentius geweiht.
Wichtigster Grundherr war bis 1802 das Augustinerkloster Springiersbach mit dem Damenstift Kloster Stuben. Es beherbergte die Limburger Staurothek. Schon 1794 war die Besetzung durch französische Revolutionstruppen erfolgt, Bremm gehörte bis 1814 zur Mairie Eller im Kanton Cochem. 1815 wurde der Ort auf dem Wiener Kongress dem Königreich Preußen zugeordnet. Die aus dem 11. Jahrhundert stammende Kirche wurde 1895 umgebaut und vergrößert. Seit 1946 ist Bremm Teil des damals neu gebildeten Landes Rheinland-Pfalz. Bremm errang 2002 im Wettbewerb „Unser Dorf hat Zukunft“ den Titel „Schönstes Dorf von Rheinland-Pfalz“.

## Politik

### Gemeinderat
Der Gemeinderat in Bremm besteht aus zwölf Ratsmitgliedern, die bei der Kommunalwahl am 9. Juni 2024 in einer Mehrheitswahl gewählt wurden, und dem ehrenamtlichen Ortsbürgermeister als Vorsitzendem. Bei der Wahl 2019 wurde in einer personalisierten Verhältniswahl gewählt, da zwei Wahlvorschlagslisten eingereicht wurden.
Die Sitzverteilung im Gemeinderat:
| Wahl | WGO *             | WGZ *             | Gesamt   |
| ---- | ----------------- | ----------------- | -------- |
| 2024 | per Mehrheitswahl | per Mehrheitswahl | 12 Sitze |
| 2019 | 9                 | 3                 | 12 Sitze |
| 2014 | per Mehrheitswahl | per Mehrheitswahl | 12 Sitze |

### Bürgermeister
Hermann Oster wurde am 29. April 2021 Ortsbürgermeister von Bremm. Der Gemeinderat wählte ihn einstimmig in dieses Amt. Bei der Direktwahl am 9. Juni 2024 wurde Oster ohne Gegenkandidat mit 81,1 % der Stimmen für weitere fünf Jahre in seinem Amt bestätigt.
Mit der Neuwahl im Jahr 2021 endete eine zweijährige Vakanz. Wolfgang Lambertz, Bürgermeister der Verbandsgemeinde Cochem, war deshalb mit Wirkung zum 1. August 2019 von der Kreisverwaltung Cochem-Zell als Beauftragter der Ortsgemeinde Bremm eingesetzt worden.
Die seit 2009 amtierende Ortsbürgermeisterin Gisela Heib hatte 2019 nicht mehr kandidiert und ihr noch geschäftsführend ausgeübtes Amt zum 31. Juli 2019 niedergelegt. Da bei der Direktwahl am 26. Mai 2019 auch kein anderer Bewerber angetreten war, oblag die Neuwahl eines Bürgermeisters dem Rat. Aber auch dieser konnte bis 2021 keinen Kandidaten finden.

### Wappen
Das Wappen der Gemeinde zeigt ein durch aufsteigende, eingebogene grüne Spitze – darin eine goldene Traube – gespaltenes Schild. Die linke Seite ist schwarz mit drei goldenen Spitzbogenfenstern und einem goldenen Wellenbalken darunter, auf der rechten Seiten erkennt man ein rotes griechisches Doppelkreuz auf einem silbernen Hintergrund.
Das griechische Doppelkreuz steht für das Hauszeichen des Klosters, welches von einem berühmten Kreuzreliquiar übernommen wurde. Die Weintraube symbolisiert die wirtschaftliche Struktur der Gemeinde und die Spitzbogenfenster stehen für das ehemalige Augustinerinnen-Nonnenstifts Stuben.

## Kultur und Sehenswürdigkeiten

### Bauwerke
In der Sankt Laurentius-Kirche befindet sich ein Barockaltar. Vom ehemaligen Damenstift Kloster Stuben ist nur noch eine Ruine vorhanden. Es gibt in Bremm mehrere Fachwerkhäuser, darunter das Storchenhaus-Fachwerkhaus mit Schnitzereien.

### Ausflüge
Seit einigen Jahren lockt der Klettersteig durch den Bremmer Calmont jedes Jahr viele Besucher in den Ort.

## Bilder

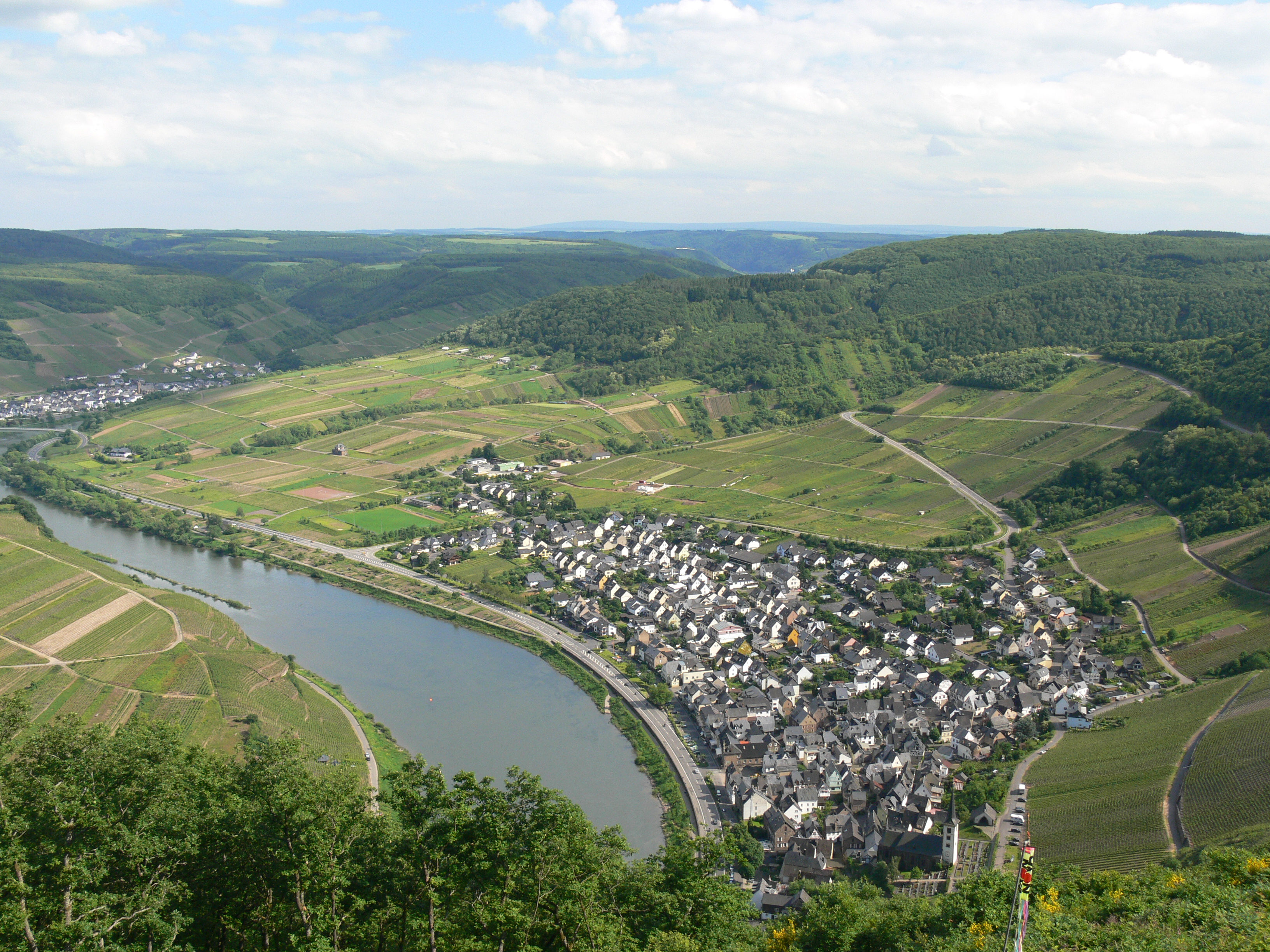
Blick auf Bremm
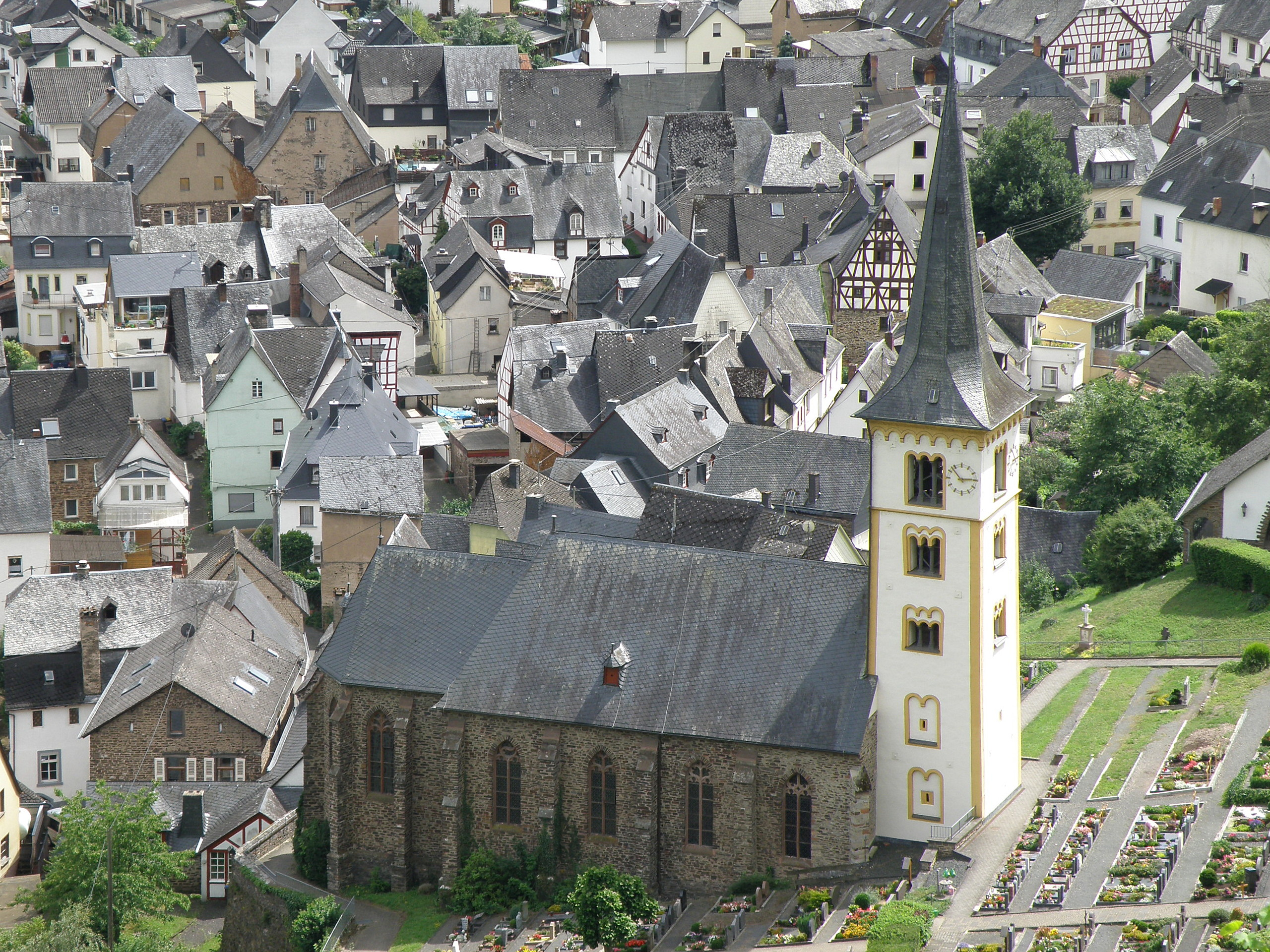
Ort mit Sankt Laurentius-Kirche
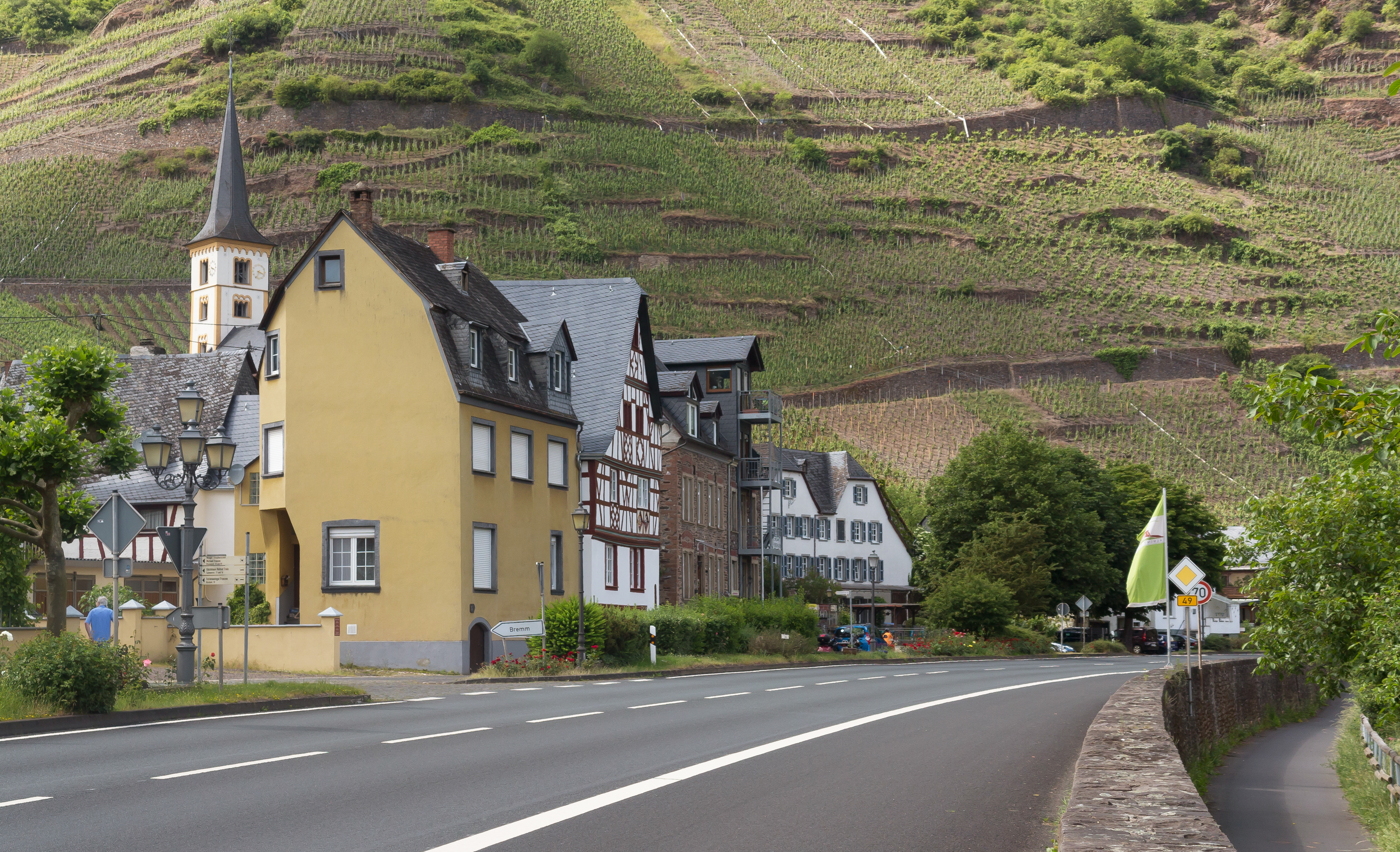
Blick auf Bremm von der Straße
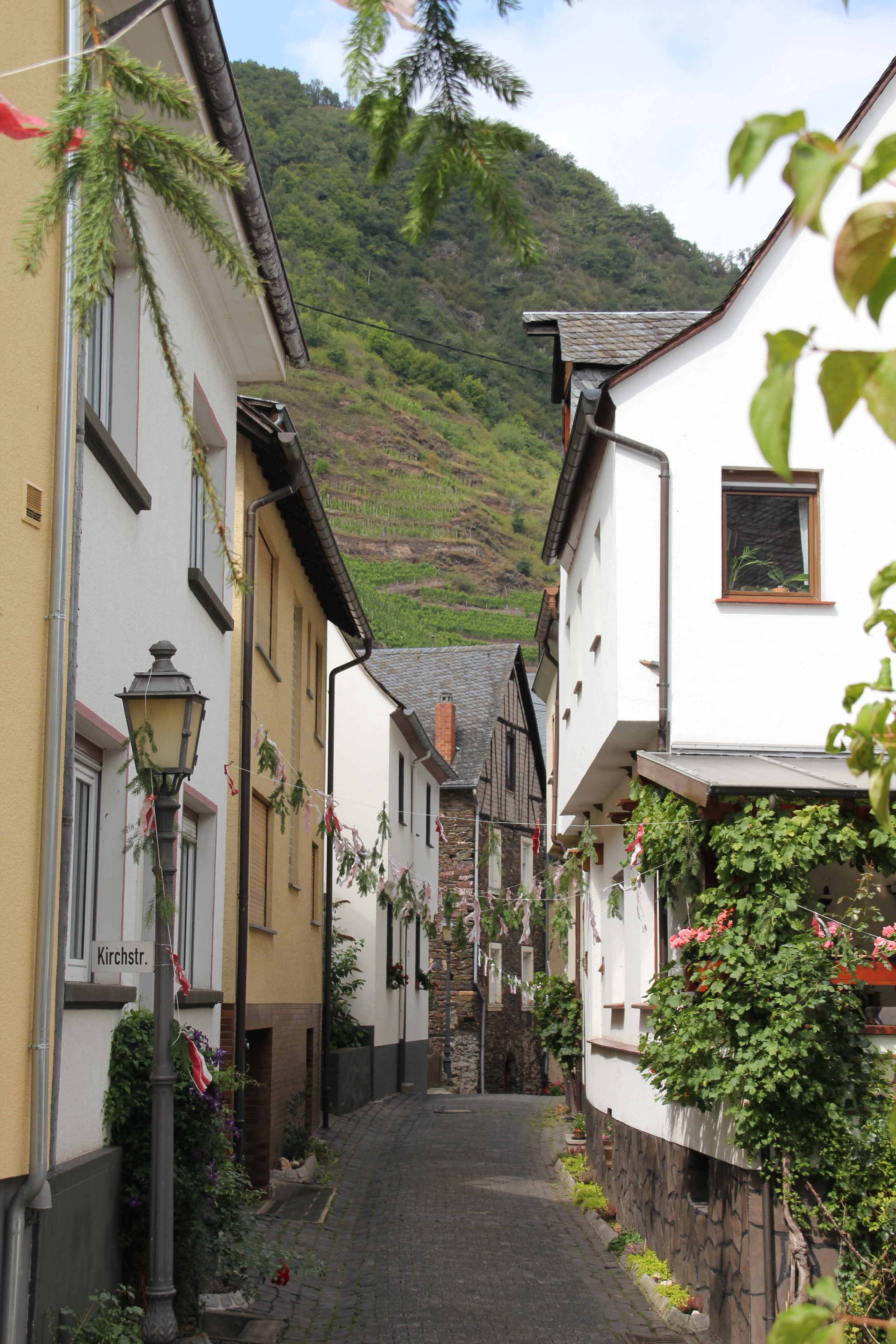
Ortskern
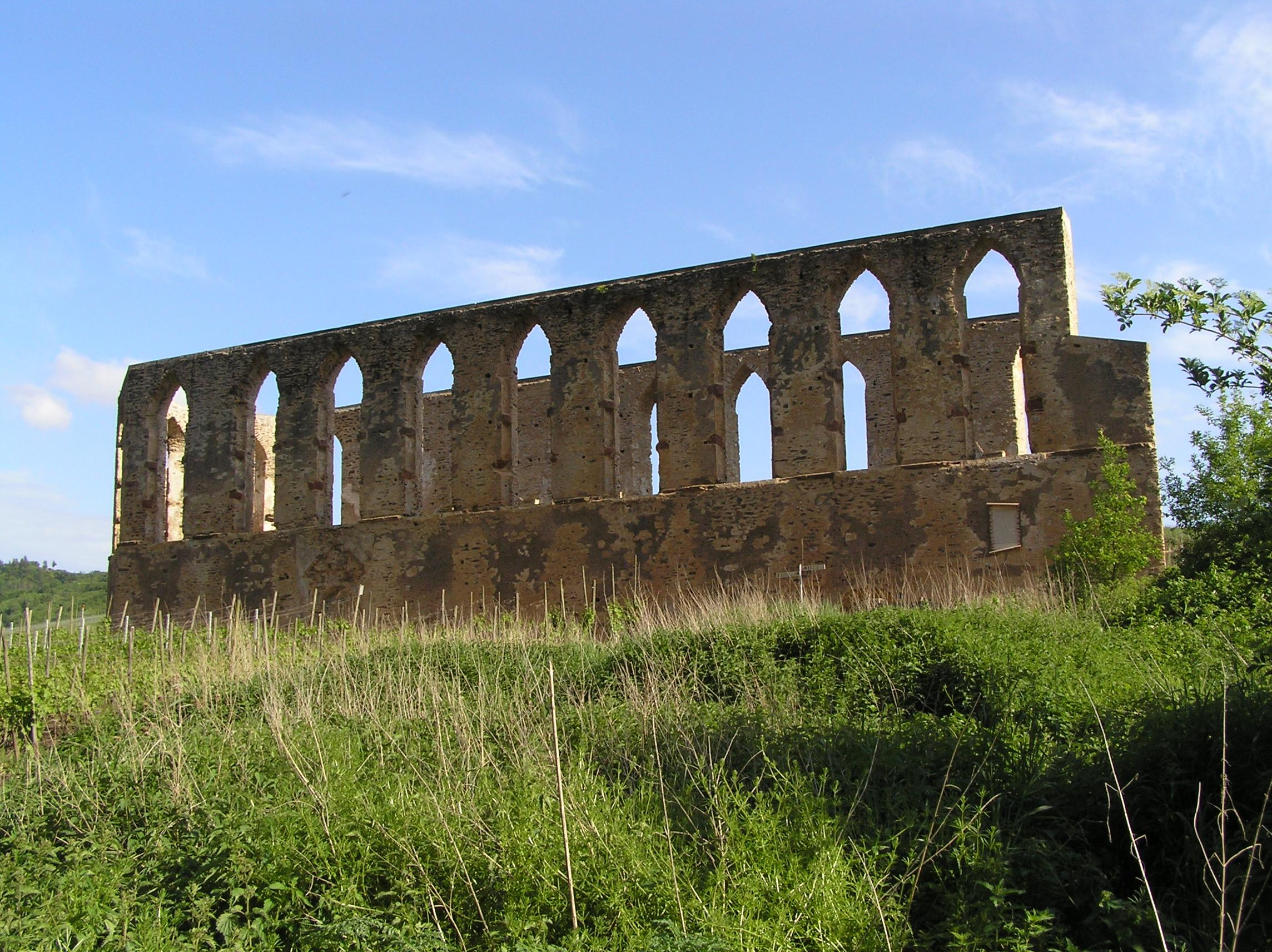
Kloster Stuben bei Bremm
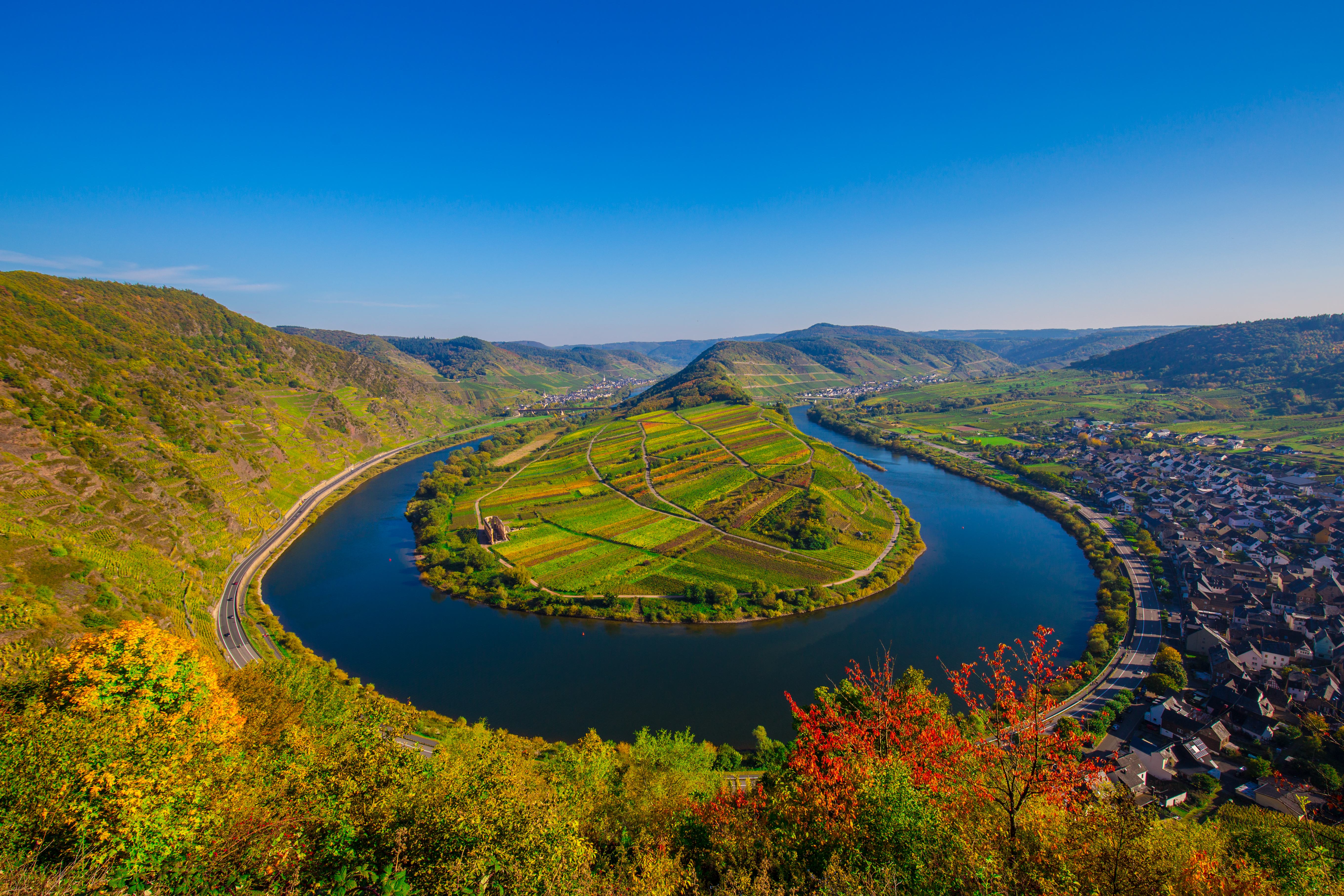
Gesamtansicht der Moselschleife